# 佩雷尼亚德拉里韦拉
佩雷尼亚德拉里韦拉，是西班牙卡斯蒂利亚-莱昂萨拉曼卡省的一个市镇。 总面积49平方公里，总人口522人（2001年），人口密度11人/平方公里。